# Január (keresztnév)
A Január a latin Januarius férfinév magyaros alakja, jelentése: Janus istenhez tartozó.

## Gyakorisága
Az 1990-es években szórványos név, a 2000-es években nem szerepel a 100 leggyakoribb férfinév között.

## Névnapok
- július 10.[2]
- szeptember 19.[2]

## Híres Januariusok
- Szent Januarius (olaszul San Gennaro), Nápoly védőszentje